# Мозохин, Олег Борисович
Оле́г Бори́сович Мозо́хин (род. 1956) — российский историк и деятель спецслужб, полковник, кандидат юридических наук, доктор исторических наук, ведущий научный сотрудник, профессор Академии военных наук.

## Биография
С 1979 года на службе в органах государственной безопасности, окончил Высшую школу КГБ СССР. Создал сайт, на котором представлены документальные материалы из Архива президента РФ, Государственного архива РФ, Российского государственного архива социально-политической истории, Центрального архива ФСБ. В 2011 году защитил докторскую диссертацию «Деятельность ГПУ-ОГПУ по обеспечению экономической безопасности Советского государства : 1922—1934 гг.». После выхода в отставку работает ведущим научным сотрудником Института российской истории РАН.

## Книги
Автор около 30 монографий и 200 статей по истории спецслужб советского периода, составитель более 40 томов сборников документов.
- Мозохин О. Б., Епихин А. Ю. ВЧК-ОГПУ в борьбе с коррупцией в годы НЭП (1921—1928). М.: Кучково поле, 2007. ISBN 978-5-901679-44-9.
- Мозохин О. Б. Право на репрессии. Внесудебные полномочия органов государственной безопасности. М.: Кучково поле, 2011. ISBN 978-5-9950-0028-0.
- Мозохин О. Б. Статистические сведения о деятельности органов ВЧК-ОГПУ-НКВД-МГБ (1918—1953 гг.). М.: Алгоритм, 2016. ISBN 978-5-906842-73-2.
- Мозохин О. Б. ВЧК-ОГПУ-НКВД. На защите экономической безопасности государства. 1917—1941 годы. М.: Вече, 2018. ISBN 978-5-4484-0328-6.
- Мозохин О. Б. Борьба органов госбезопасности СССР с терроризмом. М.: Вече, 2018. ISBN 978-5-4484-0796-3.
- Мозохин О. Б. Репрессии в цифрах и документах. Деятельность органов ВЧК — ОГПУ — НКВД — МГБ (1918—1953 гг.). М.: Вече, 2018. ISBN 978-5-4444-6515-8.
- Мозохин О. Б. Дело Абакумова. Три версии следствия. М.: Эксмо, 2023. ISBN 978-5-04-181407-6.